# لويز شاندلير مولتون
لويز شاندلير مولتون (بالإنجليزية: Louise Chandler Moulton)‏ (10 أبريل 1835 في الولايات المتحدة - 10 أغسطس 1908، بوسطن في الولايات المتحدة)؛ كاتِبة، صحفية وشاعرة أمريكية.

## روابط خارجية
- لويز شاندلير مولتون على موقع الموسوعة البريطانية (الإنجليزية)